# Giulio Piazza

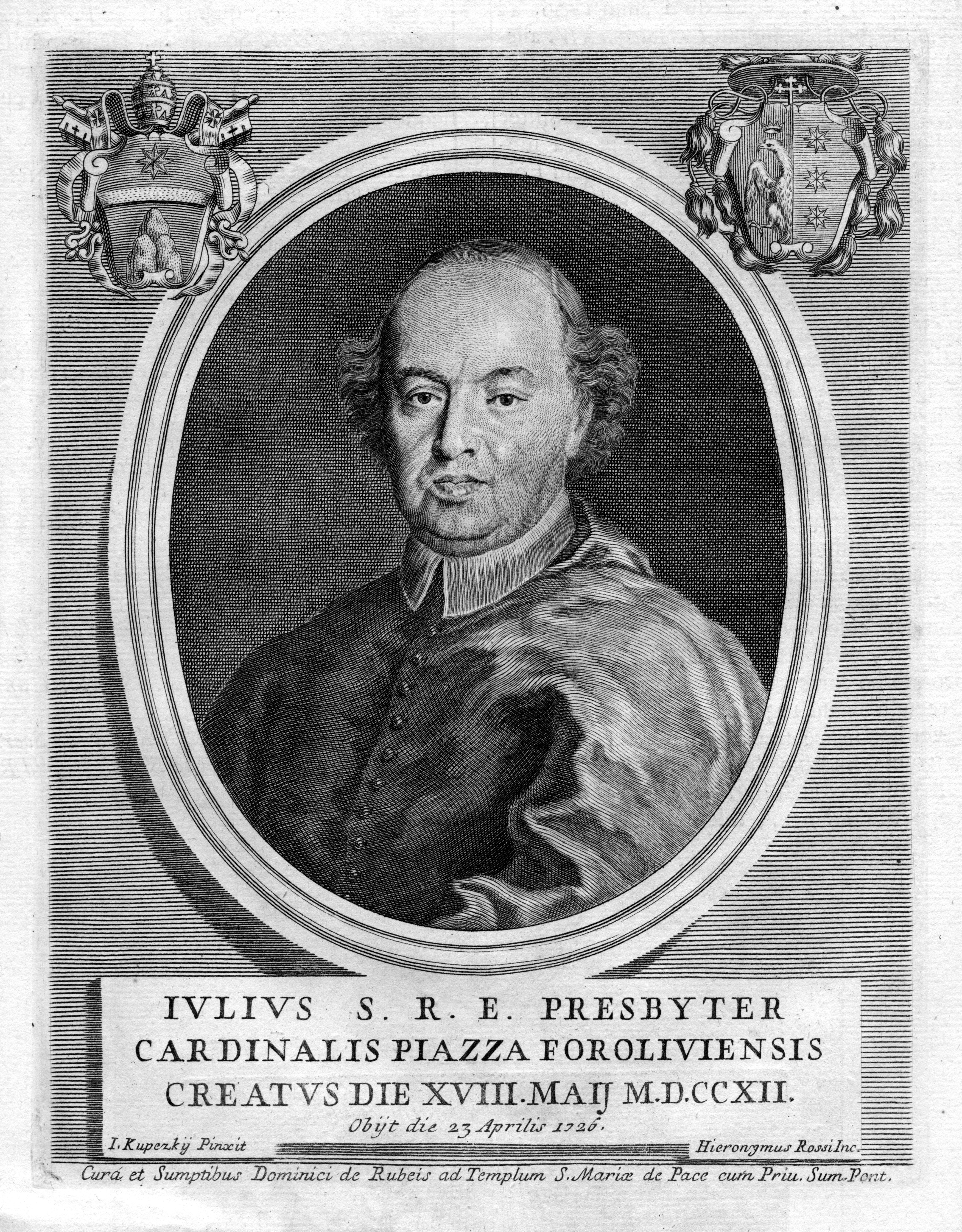
Kupferstich von Giulio Kardinal Piazza (latinisiert Iulius) von 1716

Kardinalswappen (modernes Schema)

Giulio Piazza (* 13. März 1663 in Forlì; † 23. April 1726 in Faenza) war ein italienischer römisch-katholischer Kardinal.

## Leben
Giulio Piazza wurde am 13. März 1663 in Forlì als Sohn von Francesco Piazza und Francesca Savorelli, die aus dem Patriziat von Forlì stammten, geboren. Sein Literaturstudium verbrachte er am Collegio Clementino, später promovierte er in utroque iure.
1688 wurde er Referendar beider Apostolischer Signaturen. Ab 1690 war er sechs Jahre lang Internuntius in den Südlichen Niederlanden, wo er Mitte August 1695 die massive Bombardierung Brüssels durch französische Truppen erlebte. Hiervon hinterließ Piazza einen ausführlichen Bericht. Am 2. Dezember 1697 wurde er zum achten Titularerzbischof von Rhodos ernannt und zwanzig Tage darauf zum Bischof geweiht. In der folgenden Zeit war er Nuntius in unterschiedlichen Herrschaften, darunter von 1698 bis 1703 in der Schweiz, wo er unter anderem Schweizer Söldner für den Heiligen Stuhl rekrutierte, von 1703 bis 1706 in Köln, danach bis 1708 in Polen und schließlich von 1709 bis 1713 am Wiener Kaiserhof. 1710 erhielt er, unter Beibehaltung des Titels eines Erzbischofs, den Bischofssitz von Faenza, aber erst 1714 weilte er als Legat von Ferrara auch wirklich in seiner Diözese. Zwei Jahre nach Erhalt des Bistums Faenza wurde er durch Papst Clemens XI. im Konsistorium vom 18. Mai 1712 zum Kardinal kreiert, worauf er als Kardinalpriester die Titelkirche San Lorenzo in Panisperna verliehen bekam.
Kardinal Piazza nahm an den Konklaven von 1721 und 1724 teil. Das erste führte zum Pontifikat von Innozenz XIII., das zweite zu Benedikt XIII. Bei letzterem Konklave stand er selbst als möglicher Kandidat im Raum und erhielt sogar Unterstützung vom Kaiserhof durch Kardinal Juan Álvaro Cienfuegos, musste seine Kandidatur jedoch aus Krankheitsgründen zurückziehen.
Nachdem Giulio Piazza am 23. April 1726 in Faenza gestorben war, wurde sein Leichnam in seiner Bischofskirche, dem Dom von Faenza aufgebahrt und beigesetzt.